# Torreya jackii
Espèce
Statut de conservation UICN

 EN A2cd : En danger
Torreya jackii est une espèce de plantes de la famille des Taxaceae.

## Publication originale
- Journal of the Arnold Arboretum 6(3): 144. 1925.